# San Remo
San Remo (en italiano: Sanremo; en ligur: Sanremu) es una ciudad de Italia perteneciente a la provincia de Imperia, en la región de Liguria. Está ubicada en la costa mediterránea, al noroeste del país.
Con una población de 53 033 habitantes (ISTAT 2025) en el municipio y de unos 80 000 en el área metropolitana, es la mayor ciudad de la provincia y la cuarta más grande de la región, por detrás de Génova, La Spezia y Savona. La frontera con Francia se encuentra a tan solo veinte kilómetros, la misma distancia que la separa de la capital provincial.
Debido a su situación geográfica, ubicada en una cala protegida por las montañas, San Remo cuenta con un característico clima templado durante todo el año, convirtiéndose a comienzos del siglo XIX en un importante destino turístico. Es la sede de destacados eventos como el Carnaval de las Flores, el Festival de la Canción de San Remo, la meta de la carrera ciclista Milán-San Remo y el rally de San Remo. Otros atractivos locales son el casco antiguo medieval, apodado «La Pigna» por su característica forma; el mercado de flores; y el Casino de San Remo, uno de los cuatro autorizados en Italia.
San Remo es conocida igualmente por ser el lugar de retiro del escritor y político mexicano Ignacio Homobono Serapio Altamirano Basilio quien falleció en este lugar en 1893, y del inventor sueco Alfred Nobel, así como el lugar donde se crio el escritor Italo Calvino. En 1920 albergó la conferencia aliada tras la Primera Guerra Mundial, en la cual se ratificaron y legalizaron los repartos territoriales que formaron parte de la partición del Imperio otomano.

## Toponimia
El nombre de la ciudad es una contracción fonética de Sant'Eremo di San Romolo, un topónimo referido a Rómulo de Génova, el sucesor de Siro de Génova. En ligur, su nombre es San Rœmu.
La ortografía tradicional San Remo sigue siendo utilizada en idioma español, y a nivel local puede verse en mapas antiguos de Liguria, la antigua República de Génova, el Reino de Cerdeña e incluso el Reino de Italia (1861-1946). Sin embargo, a partir de los años 1920 el Instituto de Estadística Italiano extendió el uso de Sanremo en documentos oficiales, y se convirtió en la grafía oficial a partir de la década de 1980.

## Historia
Los primeros asentamientos en San Remo datan del Paleolítico, aunque no empezó a desarrollarse hasta el Imperio romano. Hoy en día se conservan vestigios de esa etapa en el yacimiento de villa Matutia. Un dato clave en la historia local fue la cristianización en el siglo V por parte de Rómulo de Génova, que falleció en una cueva de la localidad.
En el siglo IX, los ataques de los piratas sarracenos obligaron a la población a refugiarse en las montañas. Allí se construyó la villa de La Pigna, caracterizada por sus calles estrechas y cuestas empinadas, que hoy en día es el casco antiguo medieval. Con el paso del tiempo la nobleza fortificó la zona y construyó un castillo para protegerse de los piratas, si bien hubo habitantes que volvieron a asentarse en la costa. La villa fue llamada «castrum Sancti Romuli» en honor a Rómulo de Génova. En un primer momento estuvo controlada por la diócesis de Albenga-Imperia y por la casa de Ventimiglia; en 1297 fue vendida a las familias nobles de Oberto Doria y Giorgio De Mari, y en 1361 quedó absorbida en la República de Génova. No fue hasta 1367 cuando se convirtió en un municipio libre, aunque bajo la protección de los genoveses.
La ciudad vivió dos episodios traumáticos. Por un lado, el ataque en 1544 de los otomanos comandados por el pirata Barbarroja, por el cual la iglesia de San Siro fue saqueada. Y por otro, la destrucción ocasionada por el bombardeo británico de 1745 en el marco de la guerra de sucesión austriaca. Los habitantes de San Remo se levantaron contra el dominio genovés en 1753, pero la rebelión fue sofocada. Junto al puerto se erigió el fuerte de Santa Tecla, utilizado como prisión durante los dos siguientes siglos.
Las tropas napoleónicas invadieron San Remo en 1794 y la integraron en el departamento francés de Alpes Marítimos. Después de la restauración de la Casa de Saboya en 1814, el distrito de San Remo es anexionado por el Reino de Cerdeña y queda bajo control del senado de Niza hasta 1848, cuando estalla la Primera Guerra de la Independencia y posterior unificación de Italia. Debido a las malas condiciones higiénicas de la villa, hubo una epidemia de cólera en 1837 que diezmó a la población y obligó a reconstruir toda la red de saneamiento.

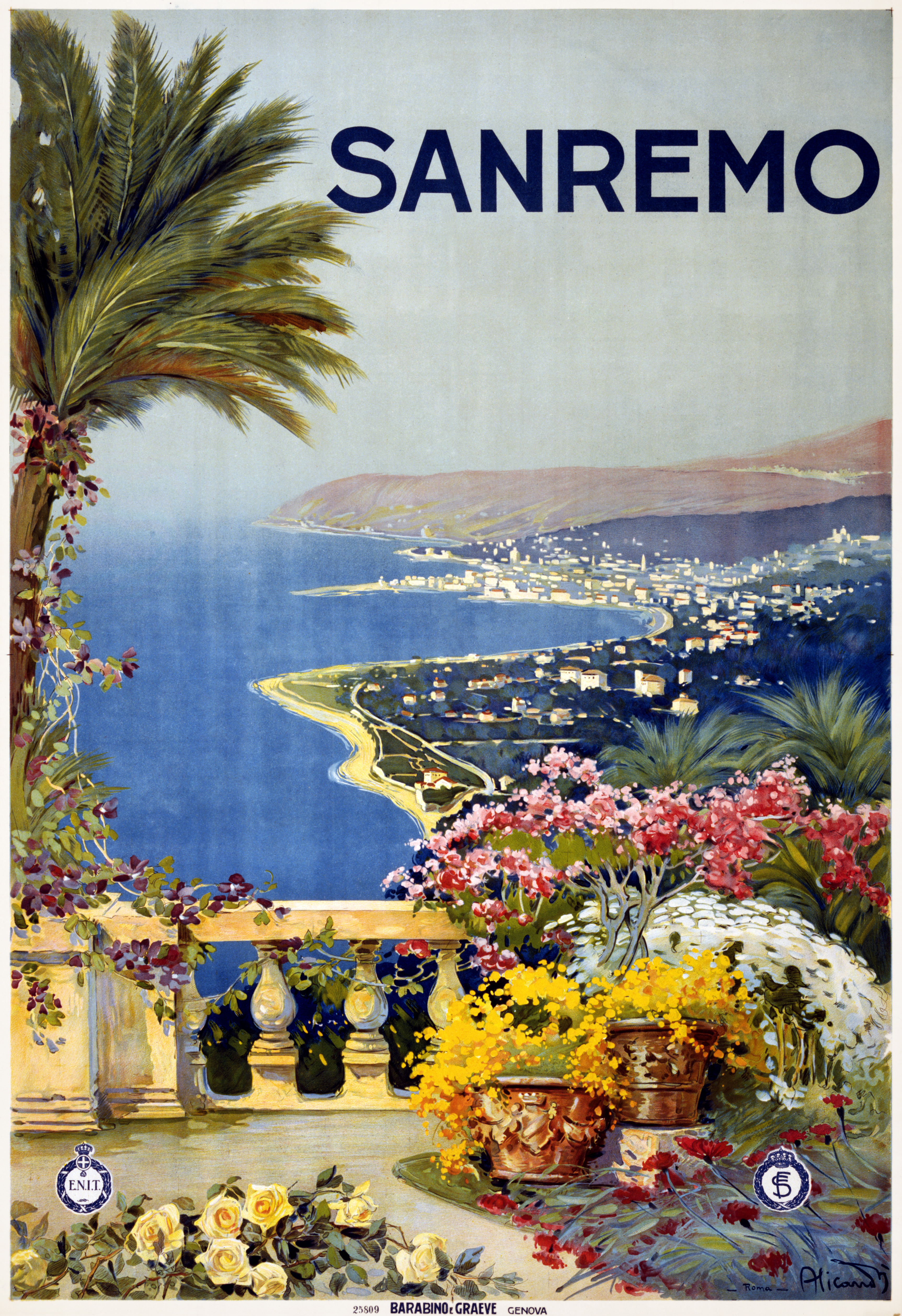
Postal de San Remo en los años 1920.

A partir de 1874, San Remo se convierte en un destino turístico para la aristocracia europea con la visita de la zarina María Aleksándrovna, atraída por el clima templado y la belleza del lugar, y el posterior establecimiento de celebridades como la emperatriz austríaca Isabel de Baviera. La influencia turística transformó por completo la ciudad, con la construcción de numerosos edificios modernistas, un paseo marítimo con palmeras, y la floricultura a gran escala. Para comienzos del siglo XX ya cuenta con infraestructuras de primer nivel como el Casino de San Remo (1905), el teleférico de monte Bignone, un hipódromo y un campo de golf. Al final de la Primera Guerra Mundial, las fuerzas aliadas celebraron en 1920 la conferencia de San Remo que ratificó la partición del Imperio otomano.
Desde el establecimiento de la república italiana, San Remo ha duplicado su población. La creación del Festival de la Canción de San Remo en 1951 consolidó a la ciudad como destino frecuentado por celebridades, lo que sumado al desarrollo económico propició un aumento del turismo. A partir de los años 1970, con la construcción del nuevo puerto (Portosole), se lleva a cabo una planificación urbana controlada.

## Demografía
| Gráfica de evolución demográfica de San Remo entre 1861 y 2011 |
|                                                                |
| Fuente ISTAT - elaboración gráfica de Wikipedia                |

## Patrimonio
- Villa del Sole